# Seventeen – Mädchen sind die besseren Jungs
Seventeen – Mädchen sind die besseren Jungs ist ein deutscher Fernsehfilm, der innerhalb der Reihe made by ProSieben 2002 produziert wurde. Er wurde erstmals am 6. Februar 2003 ausgestrahlt.
Der Film stellt eine Art Pilotfilm für die Serie 18 – Allein unter Mädchen dar.

## Handlung
Die 17-jährige Luka ist ein Mädchen, das sich nicht schminkt und Boxen viel spannender findet als Ballett. Sie wird der Schule verwiesen, nachdem sie einem Mitschüler im Unterricht das Nasenbein gebrochen hat, weil dieser sie vor der versammelten Klasse bloßstellte. Als sie auf das Internat Herzogenfeld wechselt, hält man sie aufgrund ihrer kurzen Haare, ihrer Jacke und der Rettung Tobys für den Schüler Frankie Königsberg. Luka und Frankie hatten sich auf der Fahrt zum Internat kennengelernt. Frankie, Sohn des Modefürsten Richard Königsberg, hat, nachdem er von diversen Schulen geflogen ist, keine Lust, nun eine weitere zu besuchen. Im Bus hatte er Luka aufgefordert, sich eine „coolere Jacke“ zuzulegen, welche sich daraufhin umgehend Frankies Jacke aneignete, auf der unverkennbar dessen Initialen „F.K.“ zu lesen sind. Kaum in der Schule angekommen, bietet sich ihr durch die Verwechslung mit dem legendären Frankie Königsberg die Gelegenheit, dessen Rolle anzunehmen und die Vorteile des Lebens als Junge gegenüber ihrem Leben als Mädchen zu genießen.
Sie kommt ins Zimmer der Clique um Jo, Toby und Chico und wird auch sofort in diese aufgenommen. Luka glaubt, am Ziel ihrer Träume angekommen zu sein, und nimmt dafür einige Strapazen auf sich. Doch der Schulsprecher Rinker, Neffe der Direktorin, wittert in „Frankie“, der bei den Mädchen gut ankommt, zu große Konkurrenz. Als Jo, der in die Direktorin verliebt ist, von „Frankie“ erzählt bekommt, dass der Biologielehrer ein Verhältnis mit dieser haben soll, dreht er durch und schlägt auf den Lehrer ein, danach droht ihm der Schulverweis. Rinkers Stimme in der Schulkonferenz ist entscheidend für oder gegen den Rauswurf. Rinker nutzt die Chance und fordert Luka zu einem Boxkampf heraus. Wenn sie zehn Minuten auf den Füßen bleibt, verspricht er seine Stimme gegen den Verweis Johannes’ zu geben.
Maus fungiert schließlich als Boxcoach und Luka kann den Kampf für sich entscheiden. Jedoch verliebt sich Luka in ihren Mitbewohner Chico, und auch dieser hegt Gefühle für sie, ist zunächst aber mit der Situation überfordert, da er sich für schwul hält. Peggy, die Freundin von Rinker, fühlt sich von „Frankie“ zurückgewiesen und gedemütigt und setzt deswegen das Gerücht in die Welt, „Frankie“ habe ihr seinen Penis gezeigt. Rinker stimmt daher trotz Lukas Gewinn im Boxkampf für einen Rauswurf von Jo und verprügelt Luka mit einem Freund im Waschraum. Dabei entkleiden sie sie auch und stellen so fest, dass es sich bei „Frankie“ um ein Mädchen handelt. Als die Direktorin davon erfährt, verweist sie Luka der Schule und auch Toby, Maus und Chico droht, nachdem sie nicht kooperativ waren, der Schulverweis.
Toby findet Luka auf ihrer „Nachdenk“-Brücke vor und die beiden springen, nachdem Toby Luka offenbart hat, dass er schon seit dem zweiten gemeinsamen Tag weiß, dass sie ein Mädchen ist, gemeinsam hinunter in den Fluss. Toby organisiert schließlich eine Abschlussparty für Luka. Vor der erstaunten Schülerschaft hält Luka, nun offensichtlich als Mädchen gestylt, eine Abschiedsrede. Sie entschuldigt sich bei allen, die sie verletzt hat, und betont, wie sehr ihr ihre Freunde am Herzen liegen. Sie lässt sich auch von der Direktorin nicht den Mund verbieten und vertreiben, was ihr hohen Respekt der Schülerschaft einbringt. Letztendlich kommen sie und Chico zusammen und verbringen eine romantische Nacht unter freiem Himmel zusammen. Ob daraus aber eine dauerhafte Beziehung wird, lässt der Film offen.

## Hauptfiguren
Luka („Frankie“)17 Jahre alt, burschikos, verliebt sich in Chico. Liebt Boxen und bezeichnet ihre Art, mit dem Leben klarzukommen, als eine „2-zu-1-Mischung Rum-Cola“.
Tobysehr schüchtern und zurückhaltend, guter Freund und Ansprechpartner für Luka, kommt aus einfachen Verhältnissen und hat ein Stipendium fürs Internat.
JoPastorensohn aus Freiburg, seine Mutter starb vor drei Jahren, er lebt seitdem sehr zurückgezogen, ist angeblich verliebt in die Internatsrektorin Dr. Finkeldey und schreibt dieser täglich Briefe. Einziger Volljähriger der Clique, besorgt Alkohol und Zigaretten für Partys.
Chicosteht im Schatten seines großen Bruders Maik, der das Internat als bester Schüler aller Zeiten verließ. Verliebt sich in „Frankie“ (Luka).
Mausgibt sich vor den Mitschülerinnen als Tantra-Spezialist aus, hat ein Faible für Technik und Heavy Metal.

## Kritiken
- Das Lexikon des internationalen Films beschreibt den Film als „Verwechslungskomödie für ein jugendliches Publikum, das mit antiquierten Rezepturen à la „Charly's Tante“ geködert werden soll.“[2]
- x-zine.de beschreibt die „musikalische Untermalung mit seichten Pop und schmalzigen Liebesliedern“ als „gut“ und sagt zudem „die Charaktere stimm[t]en“ und seien „blendend besetzt“.[3]

## Veröffentlichungen
Die Wiederholung des Films am 29. Januar 2004 zur Hauptsendezeit verfolgten insgesamt 2,95 Millionen Zuschauer. Der Marktanteil in der werberelevanten Zielgruppe lag bei 18,1 Prozent.
Der Fernsehfilm ist 2004 auch auf DVD erschienen.

## Serienfortsetzung
Von 2004 bis 2005 produzierte ProSieben die Jugendserie 18 – Allein unter Mädchen, die die Charaktere Jo, Toby und Maus aufgreift: Sie werden in ein Mädcheninternat strafversetzt, in dem es zu allerlei amourösen Verwicklungen mit ihren Mitschülerinnen kommt. Die Clique wird ohne Luka und Chico in die Serie übernommen, als „Ersatz“ kommt die neue Figur Leo hinzu. 